# Ambisonie
L'ambisonie (ambisonics) est une technique de capture, synthèse et reproduction d'environnement sonore. L'immersion de l'auditeur dans cet environnement virtuel se fait grâce à un nombre de haut-parleurs variant de trois à quelques dizaines. La méthode ambisonique existe en version 2D (les haut-parleurs sont tous situés dans le plan horizontal contenant la tête de l'utilisateur) et 3D (les haut-parleurs sont alors souvent disposés sur une sphère centrée sur la tête de l'utilisateur).
|
Un système ambisonique est potentiellement beaucoup plus performant qu'un système 5.1 (home-cinéma) sur le plan de la restitution, mais il peut être aussi beaucoup plus coûteux en ressources en ce qui concerne le nombre de canaux utilisés. Si la spatialisation ambisonique se fait en temps réel, elle nécessite alors un ordinateur dédié afin d'exécuter les algorithmes de spatialisation.
L'ambisonie est une alternative à l'holophonie, autre méthode nécessitant beaucoup plus de haut-parleurs. 

## Où trouver un système ambisonique?
Il n'existe pas de cinéma ou de centre de loisirs proposant une expérience ambisonique. Actuellement[Quand ?], seuls quelques laboratoires disposent d'un système ambisonique expérimental, le plus souvent dotés de la variante 2D du système.
Certaines systèmes informatiques permettent l'utilisation d'un grand nombre de haut-parleurs et proposent quelques algorithmes simples de restitution ambisonique.

### Laboratoire d'étude enFrance
- France Télécom étudie l'ambisonie pour la spatialisation des conférences en 2D (Lannion).
- Le CSTB étudie l'ambisonie pour les salles de réalité augmentée en 3D (Grenoble).
- L'IRCAM a rénové récemment son espace de projection (Espro) à volume/acoustique variables, y ajoutant près de 350 haut-parleurs et l'architecture nécessaire à un rendu mixte Ambisonique + WFS (Paris).

## Principe et équations de base
Considérons un système de {\displaystyle N\;} haut-parleurs répartis sur une sphère de rayon {\displaystyle R\;} et orientés vers la tête de l'utilisateur. Pour fixer les idées, {\displaystyle R\;} est souvent compris entre 2 m et 10 m. On appelle {\displaystyle O\;} le centre du système, c’est-à-dire que le point {\displaystyle O\;} coïncide avec la tête de l'utilisateur.
Dans un premier temps, il est raisonnable de considérer que les haut-parleurs rayonnent un champ sonore assimilable à une onde plane. On note 
{\displaystyle p_{i}(M,t)\;}
la pression rayonnée en {\displaystyle M\;} par le haut-parleur {\displaystyle i\;} à l'instant {\displaystyle t\;}.
La pression rayonnée en {\displaystyle O\;} est alors
{\displaystyle p(O,t)=\sum _{i=1}^{N}p_{i}(O,t)}
On souhaite restituer le champ que créerait une source virtuelle. On note {\displaystyle {\tilde {p}}(M,t)} ce champ virtuel.
Il se trouve que tout champ acoustique vérifie l'équation de Helmholtz, et peut à ce titre être décomposé sur la base des harmoniques cylindriques dans le cas 2D ou sphérique dans le cas 3D. La propriété de vérifier l'équation de Helmholtz n'est pas une nécessité pour le développement qui suit, mais elle reste vraie.
Par exemple on peut écrire en 3D et pour le champ créé par le haut-parleur {\displaystyle i\;}
{\displaystyle p_{i}({\vec {r}},t)=G_{i}p_{0}~e^{j(\omega t-k{\vec {u}}_{i}.{\vec {r}})}=\sum \limits _{m\in \mathbb {N} }\sum \limits _{n=-m}^{m}G_{i}p_{0}Y_{m}^{n}(\varphi _{i},\delta _{i})Y_{m}^{n}(\varphi ,\delta )i^{m}j_{m}(kr)e^{j\omega t}}
où {\displaystyle Y_{m}^{n}(\varphi ,\delta )} est une fonction de direction appelée {\displaystyle n\;}ième harmonique sphérique d'ordre {\displaystyle m\;} et {\displaystyle j_{m}\;} est la fonction de Bessel sphérique d'ordre {\displaystyle m\;}. {\displaystyle {\vec {r}}\,} est bien sûr repéré par {\displaystyle (r,\varphi ,\delta )} dans l'équation précédente. {\displaystyle G_{i}} est le gain associé au haut-parleur {\displaystyle i}.
De même le champ virtuel rayonné par la source virtuelle est donné par:
{\displaystyle {\tilde {p}}({\vec {r}},t)=p_{0}~e^{j(\omega t-k{\vec {u}}_{s}.{\vec {r}})}=\sum \limits _{m\in \mathbb {N} }\sum \limits _{n=-m}^{m}p_{0}Y_{m}^{n}(\varphi _{s},\delta _{s})Y_{m}^{n}(\varphi ,\delta )j^{m}j_{m}(kr)e^{j\omega t}}
où {\displaystyle (r_{s},\varphi _{s},\delta _{s})} repère la position de la source virtuelle.
On note maintenant
{\displaystyle C_{ij}=Y_{m}^{n}(\varphi _{i},\delta _{i})}
et
{\displaystyle B_{j}=Y_{m}^{n}(\varphi _{s},\delta _{s})}
On montre effectivement qu'en triant astucieusement les indices {\displaystyle (m,n)\,} on peut les repérer par un unique entier {\displaystyle \,j}.
Fort de cette notation, le champ créé par l'ensemble des {\displaystyle \,N} haut-parleurs est donné par
{\displaystyle p({\vec {r}},t)=\sum _{i=1}^{N}\sum _{j=1}^{\infty }C_{ij}G_{i}}
et le champ à restituer est
{\displaystyle {\tilde {p}}({\vec {r}},t)=\sum _{j=1}^{\infty }B_{j}}
On tronque maintenant la décomposition infinie en s'arrêtant à l'indice {\displaystyle M}. On obtient
{\displaystyle p({\vec {r}},t)=\sum _{i=1}^{N}\sum _{j=1}^{M}C_{ij}G_{i}}
{\displaystyle {\tilde {p}}({\vec {r}},t)=\sum _{j=1}^{M}B_{j}}
On égalise les deux termes, ce qui donne en écriture matricielle
{\displaystyle CG=B\,}
{\displaystyle C\,} est une matrice {\displaystyle N\times M\,}. On sait calculer sa pseudo-inverse {\displaystyle D\,}. On calcule alors les gains {\displaystyle G_{i}} associés aux haut-parleurs par
{\displaystyle G=DB\,}

## Modèle de champ proche
La courbure réelle du champ sonore rayonné par les haut parleurs n'est pas prise en compte dans ce premier modèle linéaire. On corrige ceci en filtrant le signal avant de l'envoyer sur les haut-parleurs.